# Delante Johnson
Delante Johnson (* 13. August 1998 in Cleveland, Ohio) ist ein US-amerikanischer Boxer, der sich im Weltergewicht zur Teilnahme an den Olympischen Spielen 2020 in Tokio qualifizierte. Er trainiert im MLK Boxing Club unter Clint Martin, Renard Safo und Dante Benjamin. Nach Raynell Williams (2008), Terrell Gausha (2012) und Charles Conwell (2016) ist er der in Folge bereits vierte Boxer aus Cleveland, der sich für Olympische Spiele qualifizieren konnte.

## Amateurkarriere
Sein größter Erfolg im Nachwuchs war der Gewinn der Goldmedaille im Leichtgewicht bei den Jugend-Weltmeisterschaften 2016 in Sankt Petersburg.
Noch im Jahr 2016 wurde er US-Meister der Erwachsenen im Leichtgewicht, sowie 2017 US-Meister im Halbweltergewicht. Bei den Panamerikameisterschaften 2017 in Tegucigalpa, schlug er im Halbfinale Luis Cabrera und unterlag erst im Finale gegen Lázaro Álvarez, wodurch er die Silbermedaille im Leichtgewicht gewann. Bei den Weltmeisterschaften 2017 in Hamburg schied er in der Vorrunde gegen Enrico Lacruz aus.
Bei den Panamerikanischen Spielen 2019 in Lima gewann er nach einer Halbfinalniederlage gegen Roniel Iglesias eine Bronzemedaille im Weltergewicht und qualifizierte sich damit für die Weltmeisterschaften 2019 in Jekaterinburg, wo er erst im Viertelfinale gegen Bobo-Usmon Baturow ausschied.
Aufgrund der COVID-19-Pandemie wurde das für Mai 2021 geplante amerikanisch-kontinentale Olympiaqualifikationsturnier in Buenos Aires abgesagt und stattdessen eine Qualifikation aufgrund der kontinentalen Ranglistenplatzierung beschlossen, was Johnson als Nummer 3 der Rangliste einen Startplatz sicherte.
Bei den 2021 in Tokio ausgetragenen Olympischen Spielen besiegte er Brian Arregui und Abylaichan Schüssipow, ehe er im Viertelfinale gegen Roniel Iglesias ausschied.

### Weitere Erfolge
- Februar 2019: 3. Platz Strandja Tournament in Bulgarien[14]
- Februar 2018: 3. Platz Strandja Tournament in Bulgarien[15]
- März 2017: 2. Platz Chemiepokal in Deutschland[16]
- Januar 2016: 3. Platz USA Youth National Championships[17]
- Juni 2014: 1. Platz USA Junior Olympic National Championships[18]

## Profikarriere
Im September 2021 unterzeichnete er einen Profivertrag bei Split-T Management und im November auch bei Top Rank. Sein Debüt gewann er am 20. November 2021.